# Шерстяная шаль (фильм)
«Шерстяная шаль» (азерб. Yun şal) — советская короткометражная драма 1965 года производства Азербайджанского ТВ ЦТ СССР.

## Синопсис
Фильм рассказывает о любви двух молодых людей. Фильм создан на основе одноимённого рассказа писателя Ильяса Эфендиева.

## Создатели фильма

### В ролях
Сафура Ибрагимова-Судаба
Гасан Турабов-Джалил
Башир Сафароглу
Агададаш Курбанов
Этая Алиева
Окума Гасымова
Бахадур Алиев
Мамедали Гасымов

### Административная группа
оригинальный текст : Ильяс Эфендиев
автор сценария и режиссёр-постановщик : Рауф Казимовский
оператор-постановщик : Сейфулла Бадалов
художник-постановщик : Надир Зейналов
звукорежиссёр : Азиз Шейхов